# Брянцево (Орловская область)
Бря́нцево — село в Дмитровском районе Орловской области. Входит в состав Малобобровского сельского поселения.

## География
Расположено в 9 км к югу от Дмитровска на реке Нессе при впадении в неё ручья Хатеч. Высота над уровнем моря — 221 м.

## История
Упоминается с начала XVII века как деревня среди селений Радогожского стана Комарицкой волости. По данным 1649 года деревня Брянцево, состоявшая из 14 дворов, была приписана к Моревскому острогу. Местные жители могли укрываться в этой крепости во время нашествия крымских татар, а также должны были поддерживать её в обороноспособном состоянии. С 1718 года является селом с церковью великомученика Никиты. В XIX веке Брянцево было владельческим селом. В 1840 году здесь был построен каменный храм Богоявления Господня.
В ходе крестьянской реформы 1861 года была создана Брянцевская волость с административным центром в Брянцево. В 1866 году в селе был 61 двор, проживали 682 человека (342 мужского пола и 340 женского), действовали 2 мельницы и 9 маслобоен. К 1877 году число дворов увеличилось до 88, число жителей — до 728 человек. К этому времени Брянцевская волость была упразднена, село входило в состав Малобобровской волости Дмитровского уезда Орловской губернии. С конца 1880-х годов до 1928 года — в составе Круглинской волости.
В 1926 году в селе было 251 хозяйство (в т.ч. 241 крестьянского типа), проживало 1394 человека (678 мужского пола и 716 женского), действовали школа 1-й ступени и кооперативное торговое заведение III разряда. В то время Брянцево было административным центром Брянцевского сельсовета Круглинской волости Дмитровского уезда.
В советское время в селе действовали школа и кирпичный завод. Во время Великой Отечественной войны, с октября 1941 года по 11 августа 1943 года, находилось в зоне немецко-фашистской оккупации.

## Население
| 1853 | 1866 | 1877 | 1897  | 1926  | 1979 | 2002 |
| ---- | ---- | ---- | ----- | ----- | ---- | ---- |
| 851  | ↘682 | ↗728 | ↗1253 | ↗1394 | ↘215 | ↘110 |
| 2010 |      |      |       |       |      |      |
| ↘53  |      |      |       |       |      |      |

## Персоналии
- Сапунов, Пётр Егорович (р. в 1937 г.) — Герой Социалистического труда. Родился в Брянцево.

## Памятники истории и архитектуры
Руины храма Богоявления Господня 1840 года постройки. Церковь была построена на месте старой, деревянной, располагавшейся в центре села на левом берегу реки Несса. Храм возводился при поддержке князя Алексея Борисовича Лобанова-Ростовского. В советский период церковь была закрыта, здание храма стало использоваться под зернохранилище и склад удобрений. В годы Великой Отечественной войны колокольня церкви использовалась как наблюдательный пункт то немецкими, то советскими войсками. Из-за частых обстрелов здание храма сильно пострадало. Тогда же были расстреляны и полностью утрачены многочисленные фрески на внутренних стенах храма. В 1950-е годы были разрушены колокольня и трапезная. До настоящего времени сохранились лишь стены алтарной части и двух приделов, а также потолки над приделами. Внутри развалин здания разбросан мусор и находятся плотные заросли кустарника.
В центре села находится братская могила советских воинов, погибших в боях с фашистскими захватчиками во время Великой Отечественной войны.
К северо-востоку от Брянцева находятся остатки городища XIV—XVI веков.